# West Bromwich Albion Football Club 2019-2020
Questa voce raccoglie le informazioni riguardanti il West Bromwich Albion Football Club nelle competizioni ufficiali della stagione 2019-2020.

## Maglie e sponsor
| Casa | Trasferta | Terza divisa |

- Sponsor ufficiale: Ideal Boilers
- Fornitore tecnico: Puma

## Organigramma societario

### Staff tecnico
Organigramma aggiornato al 10 luglio 2019.
- Allenatore:  Slaven Bilić
- Assistente allenatore:  Dean Računica
- Assistente allenatore:  Danilo Butorović
- Allenatore prima squadra :  Julian Dicks
- Preparatore portieri:  Gary Walsh
- Direttore medico:  Nick Davies
- Medico prima squadra:  Julian Widdowson
- Fisioterapista:  Richie Rawlins
- Preparatore atletico:  Matt Bickley
- Reclutamento:  Ian Pearce
- Reclutamento giovanili:  Steve Hopcroft
- Settore giovanile:  Richard Stevens

## Rosa
Rosa, numerazione e ruoli, tratti dal sito ufficiale, sono aggiornati al 9 febbraio 2020.
| N. |                             | Ruolo | Calciatore                |
| -- | --------------------------- | ----- | ------------------------- |
| 1  | Inghilterra (bandiera)      | P     | Sam Johnstone             |
| 2  | Inghilterra (bandiera)      | D     | Darnell Furlong           |
| 3  | Inghilterra (bandiera)      | D     | Kieran Gibbs              |
| 4  | Galles (bandiera)           | A     | Hal Robson-Kanu           |
| 5  | Inghilterra (bandiera)      | D     | Kyle Bartley              |
| 6  | Nigeria (bandiera)          | D     | Semi Ajayi                |
| 7  | Croazia (bandiera)          | C     | Filip Krovinović          |
| 8  | Inghilterra (bandiera)      | C     | Jake Livermore (capitano) |
| 9  | Danimarca (bandiera)        | A     | Kenneth Zohore            |
| 10 | Scozia (bandiera)           | C     | Matt Phillips             |
| 11 | Irlanda del Nord (bandiera) | C     | Chris Brunt (capitano)    |
| 12 | Brasile (bandiera)          | A     | Matheus Pereira           |
| 13 | Polonia (bandiera)          | C     | Kamil Grosicki            |
| 14 | Inghilterra (bandiera)      | D     | Conor Townsend            |
| 15 | Inghilterra (bandiera)      | A     | Charlie Austin            |

| N. |                                | Ruolo | Calciatore      |
| -- | ------------------------------ | ----- | --------------- |
| 16 | Inghilterra (bandiera)         | C     | Rekeem Harper   |
| 18 | Inghilterra (bandiera)         | C     | Gareth Barry    |
| 19 | Saint Kitts e Nevis (bandiera) | C     | Romaine Sawyers |
| 21 | Inghilterra (bandiera)         | A     | Kyle Edwards    |
| 22 | Inghilterra (bandiera)         | D     | Lee Peltier     |
| 23 | Inghilterra (bandiera)         | P     | Jonathan Bond   |
| 25 | Oman (bandiera)                | P     | Ali Al-Habsi    |
| 26 | Egitto (bandiera)              | D     | Ahmed Hegazy    |
| 27 | Irlanda (bandiera)             | D     | Dara O'Shea     |
| 29 | Inghilterra (bandiera)         | C     | Grady Diangana  |
| 31 | Inghilterra (bandiera)         | A     | Rayhaan Tulloch |
| 32 | Inghilterra (bandiera)         | D     | Jack Fitzwater  |
| 36 | Inghilterra (bandiera)         | D     | Nathan Ferguson |
| 44 | Inghilterra (bandiera)         | D     | Saul Shotton    |
| 47 | Irlanda (bandiera)             | A     | Callum Robinson |